# Lippstadt
Lippstadt (pronunciación en alemán: /ˈlɪpˌʃtat/ⓘ) es una ciudad de la región Renania del Norte-Westfalia en Alemania, que pertenece al distrito de Soest desde 1975. Fue fundada en 1185 como ciudad planeada, siendo la ciudad planeada más antigua de Westfalia. Lippstadt se encuentra a unos 70 km al este de Dortmund y 30 km al oeste de Paderborn.

## Situación geográfica
Lippstadt es la mayor ciudad del Kreis Soest. Está situada junto al río Lippe en la parte noreste del Kreis.

## Economía e Infraestructura

### Economía
Desde el año 1950 se inicia en Lippstadt, un importante crecimiento económico, sobre todo en la industria del automóvil. La Westfälische Metallunion era ya en 1900 una de las empresas más importantes en Lippstadts que dominaría más tarde la electricidad de los automóviles. Las cifras de empleo de empresas conocidas como Hella KGaA Hueck & Co. aumentaron desde cerca de 1000 empleados en 1948 hasta 6.000 (datos al 31 de mayo de 2009), a más de 10 000 en toda Alemania y alrededor de 27 000 en todo el mundo. Actualmente es una de las empresas líderes a nivel internacional en la electrónica del automóvil y la iluminación, así como en el Autotuning. Además se establecieron muchas pequeñas y medianas empresas de diferentes industrias. El crecimiento industrial futuro se concentrará en las afueras de la ciudad: „Am Wasserturm“, „Am Mondschein“, „Roßfeld“, „Lippstadt-Nord“.

## Personalidades
- Karl Heinz Rummenigge (n. 1955), futbolista.
- Martin Niemöller (1892-1984), pastor protestante, pacifista y antinazi, autor del poema Cuando los nazis vinieron por los comunistas.
- Cosmo Klein (nacido Marcus Klein noviembre de 1978), cantante y compositor.

## Galería

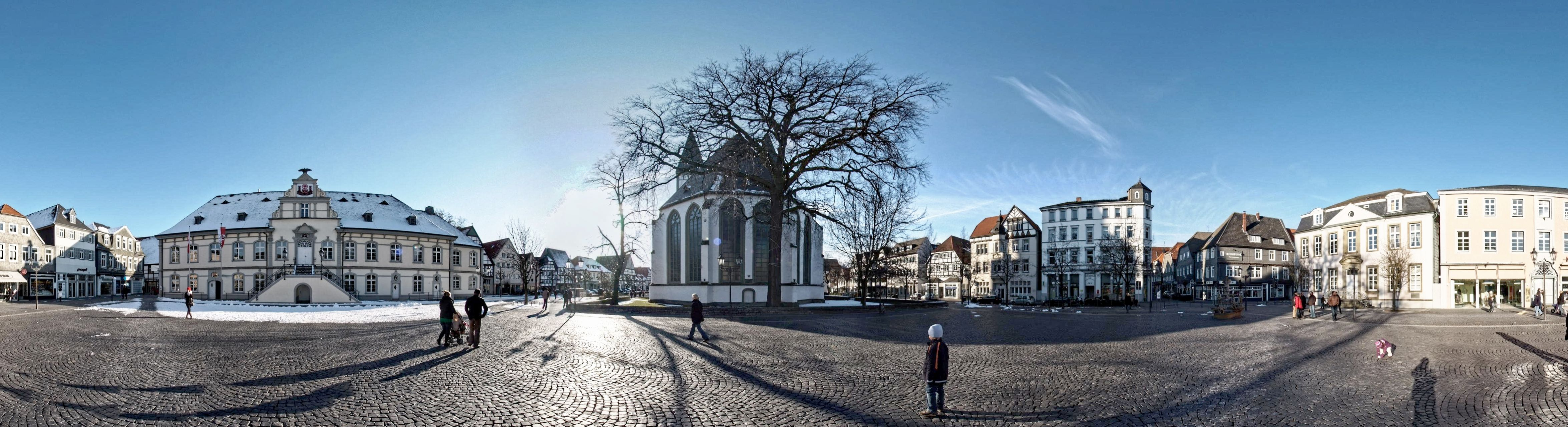
Panorama de la plaza del ayuntamiento
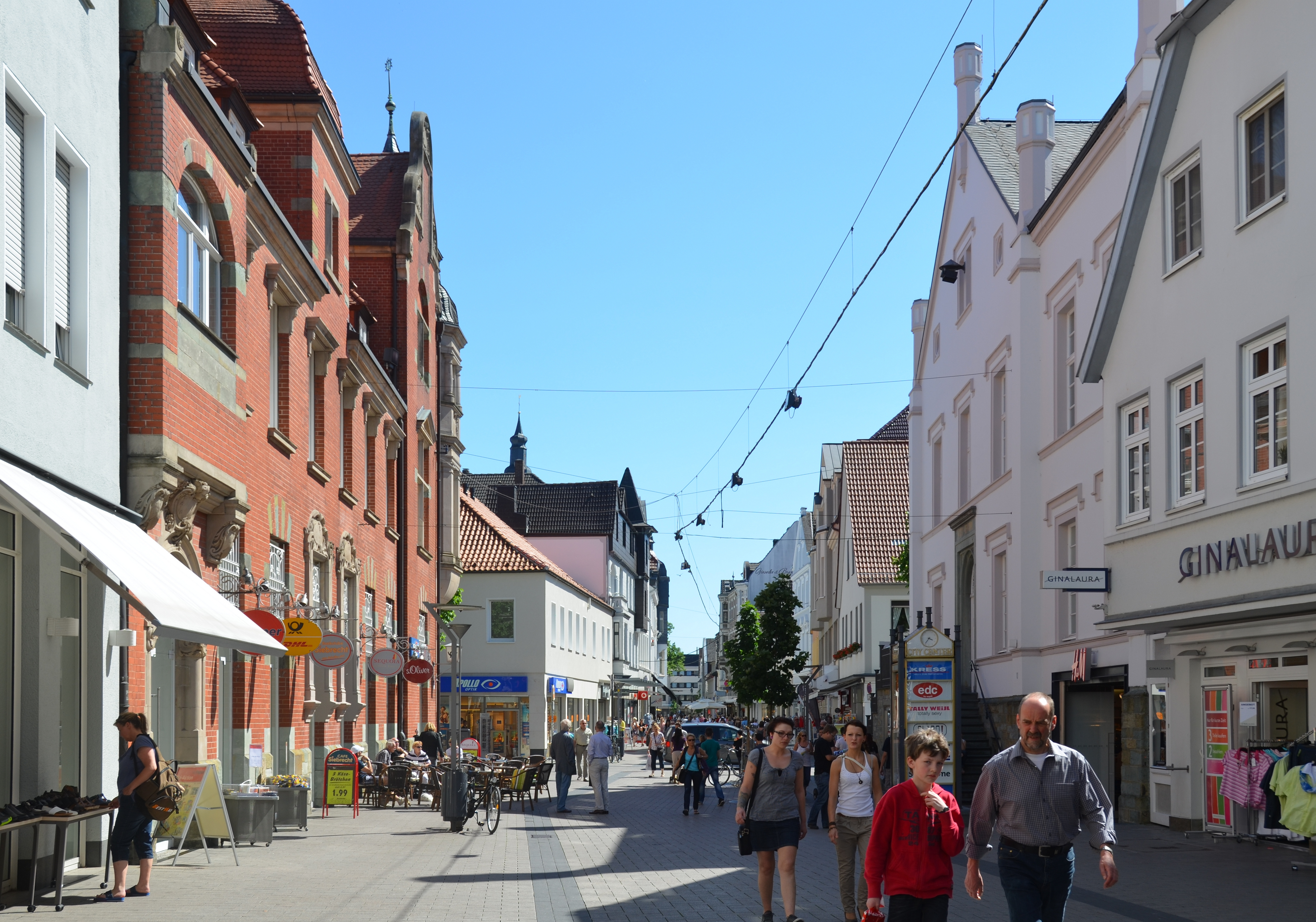
Ciudad, Lange Straße
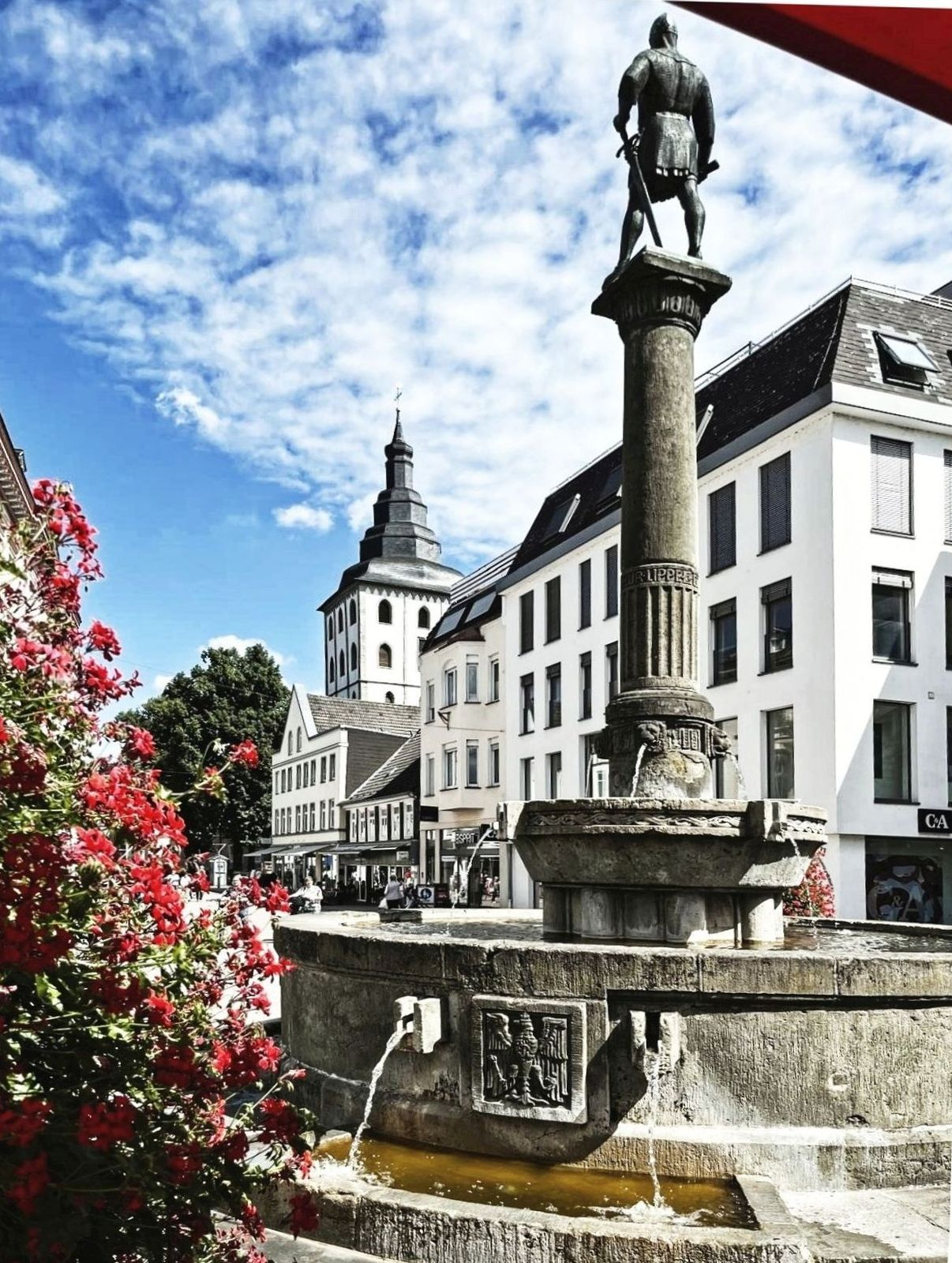
Bernhardbrunnen, Lange Straße, Iglesia Evangélica de Jakobi
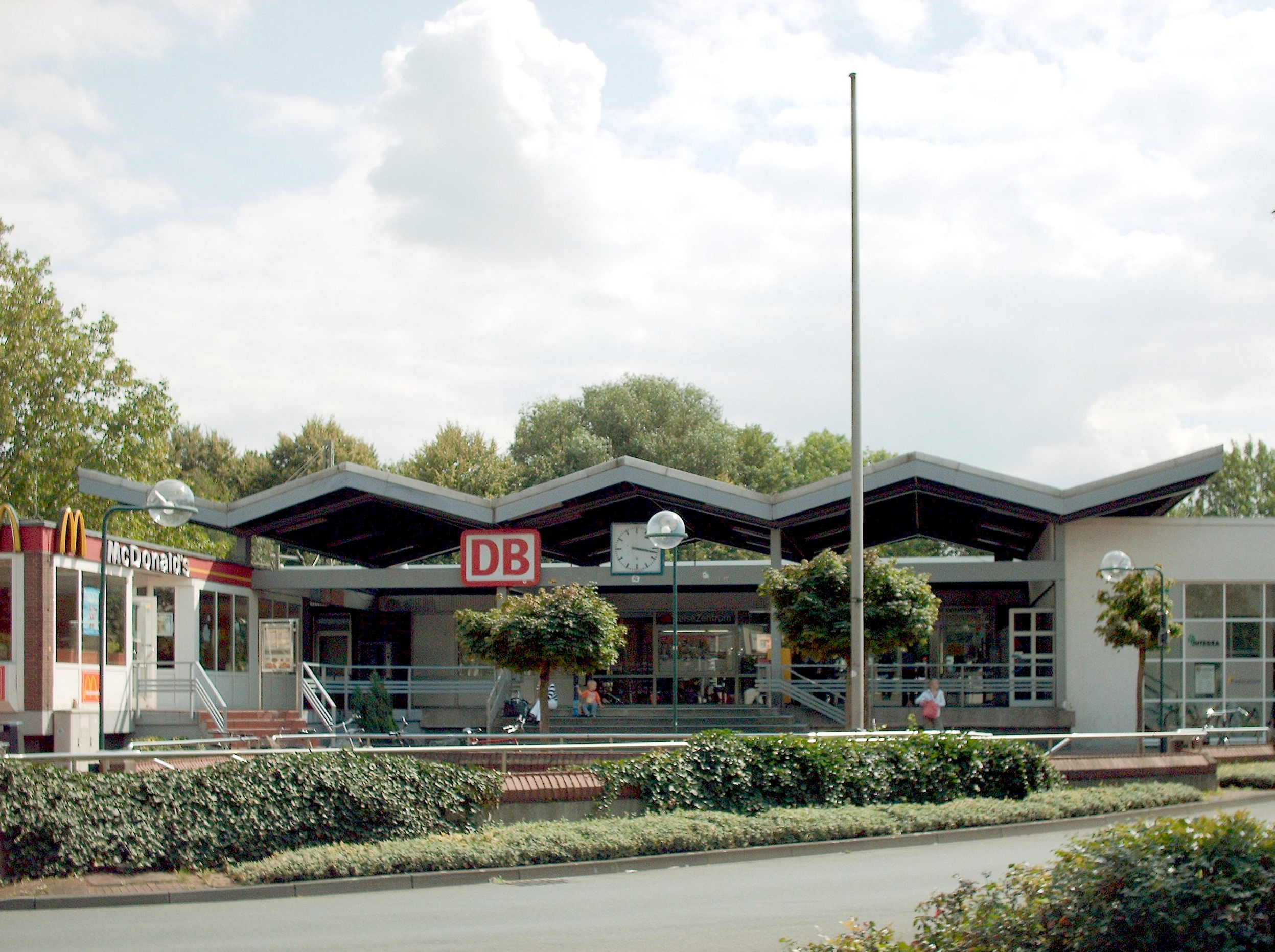
Estación de ferrocarril de Lippstadt
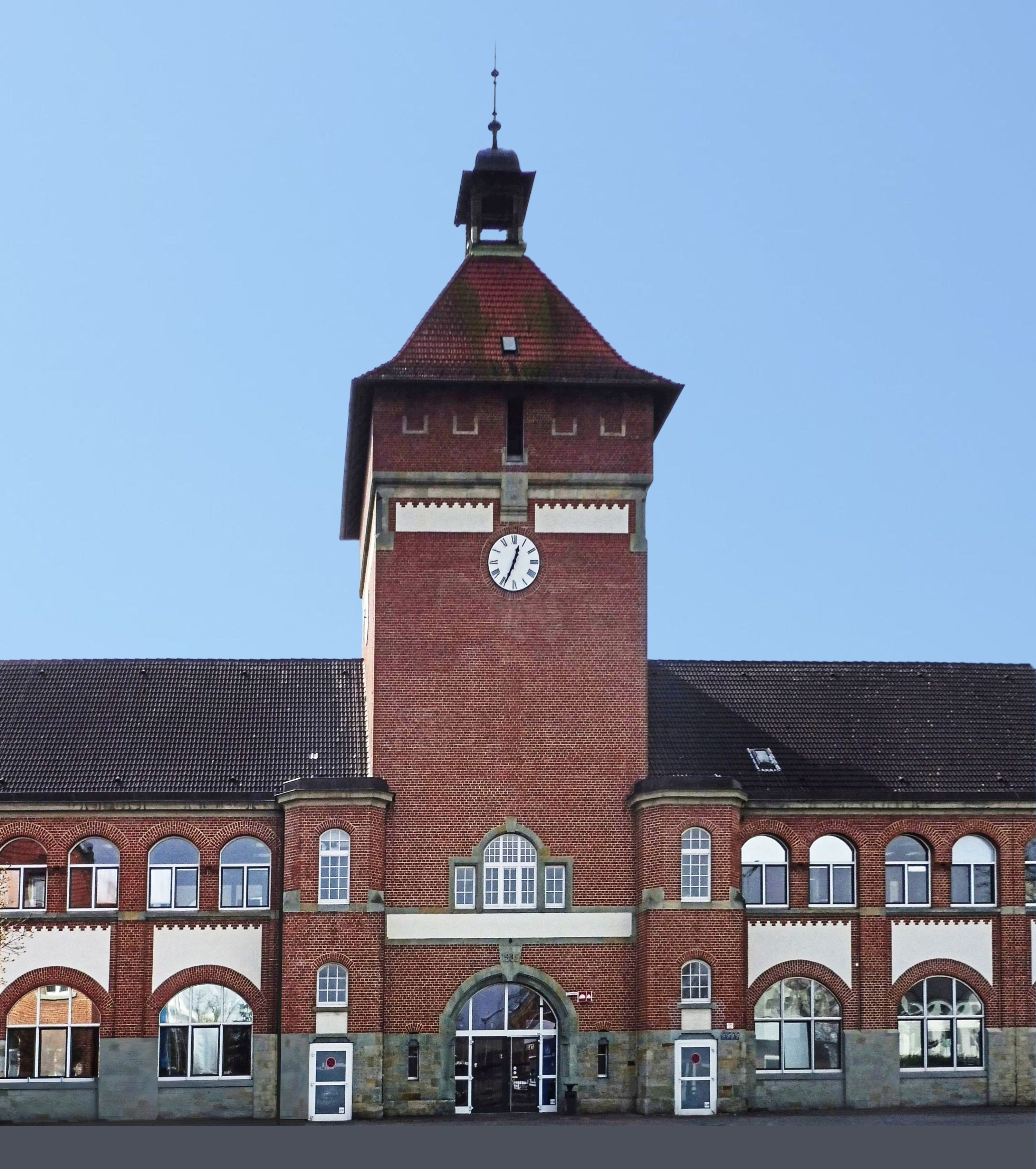
Thyssen-Krupp "Rothe Erde"
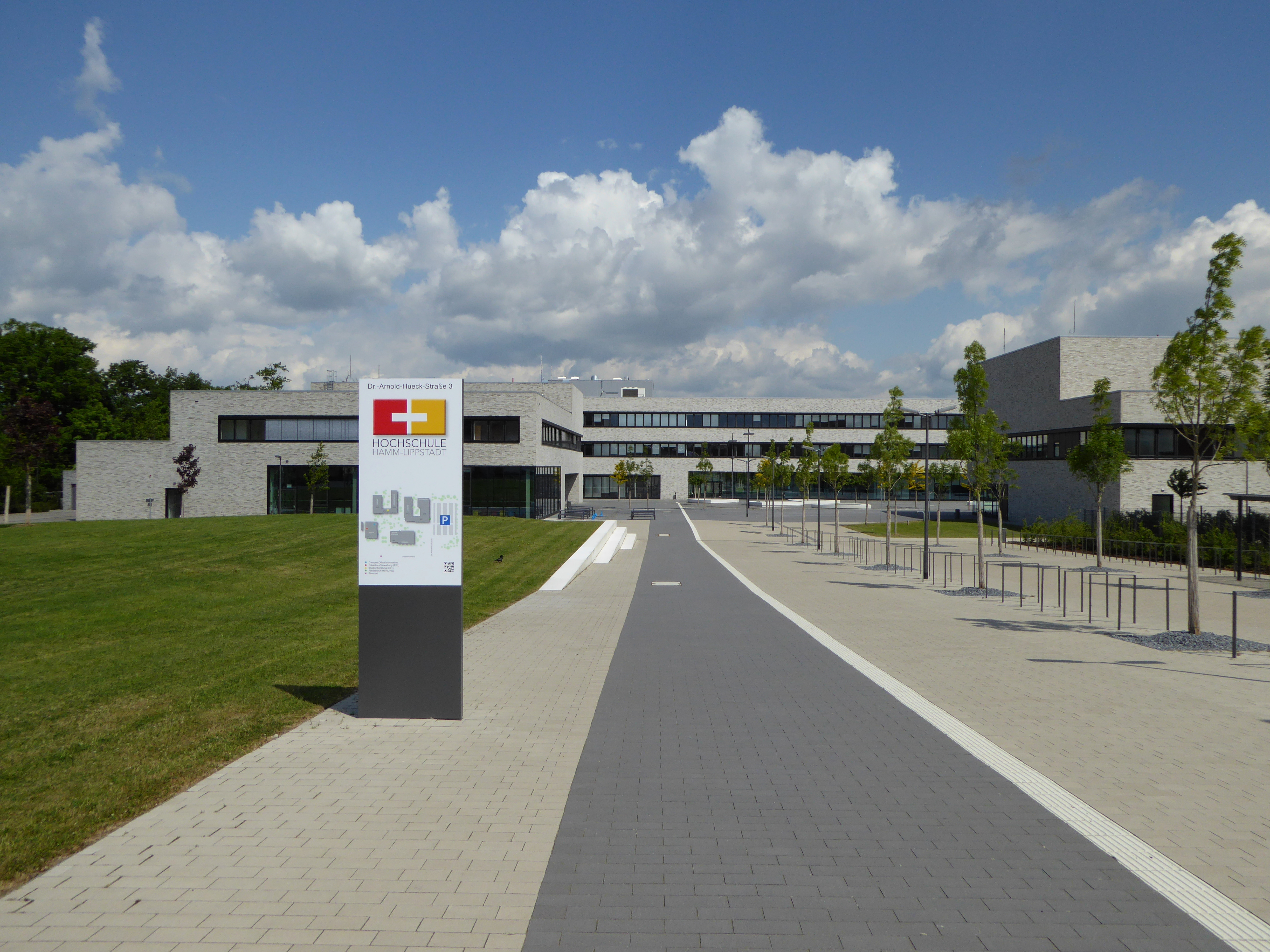
Campus de la Universidad de Ciencias Aplicadas de Hamm-Lippstadt
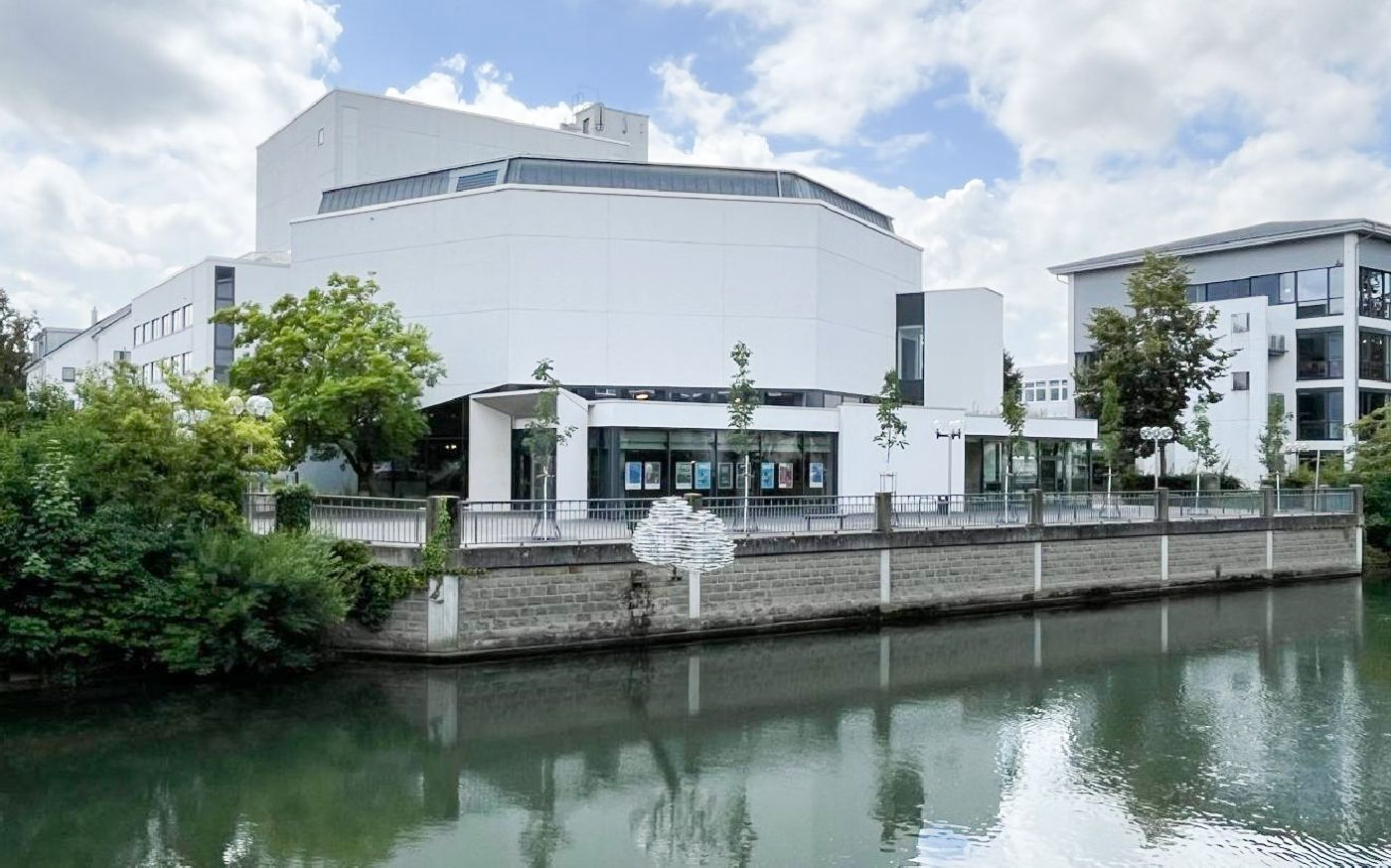
Teatro Municipal de Lippstadt
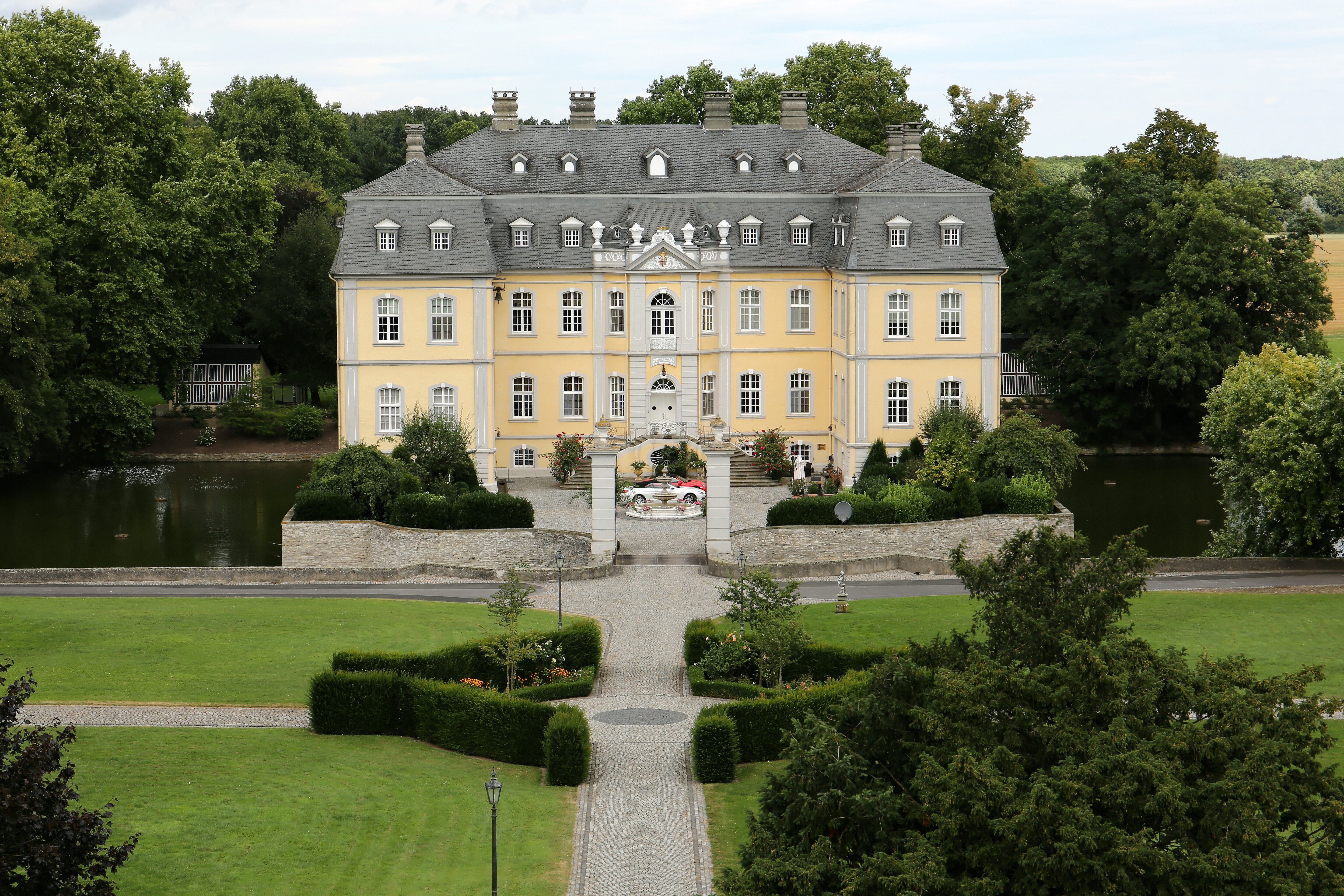
Castillo de Schwarzenraben 2015
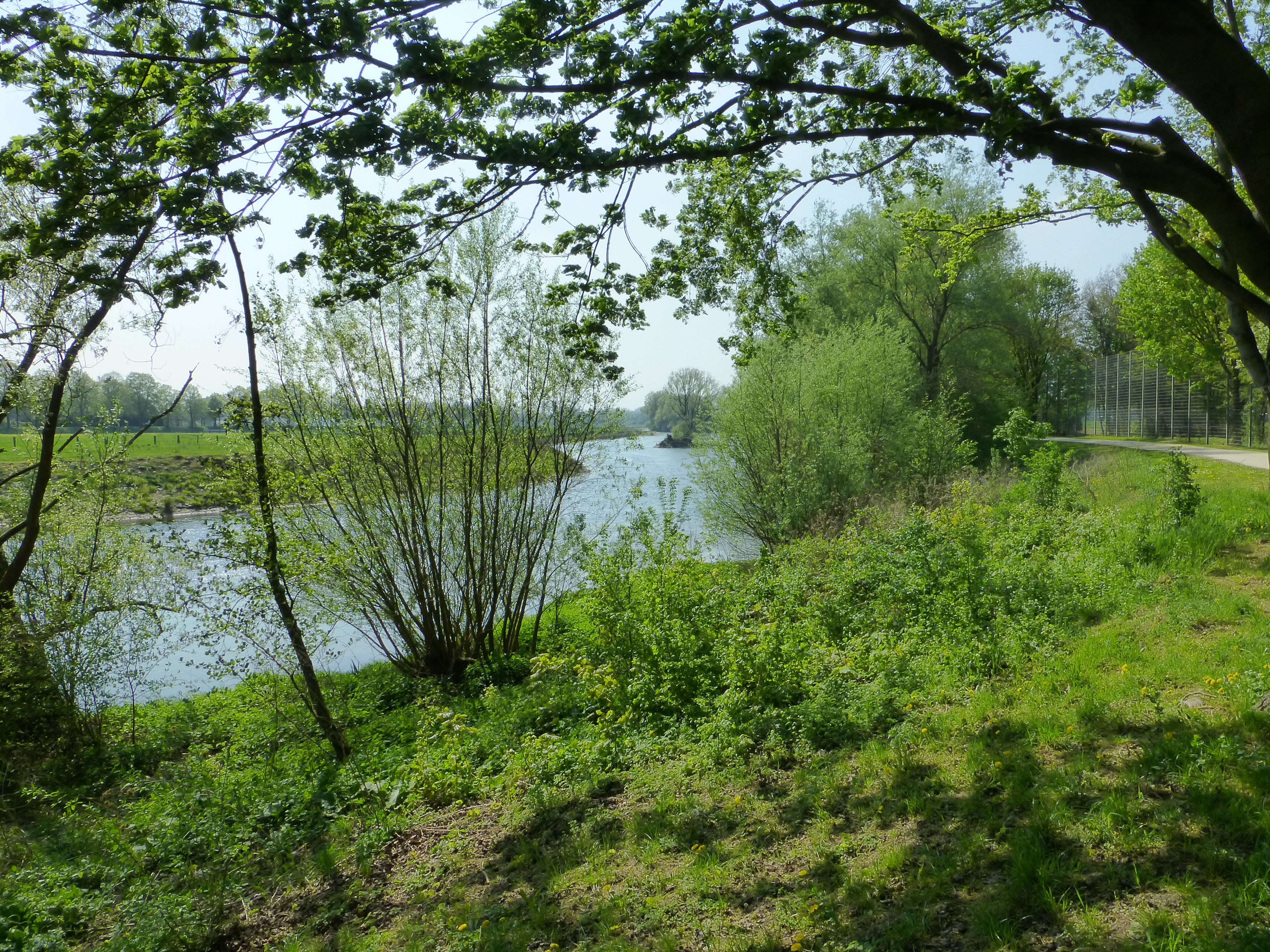
Naturaleza, Lippe
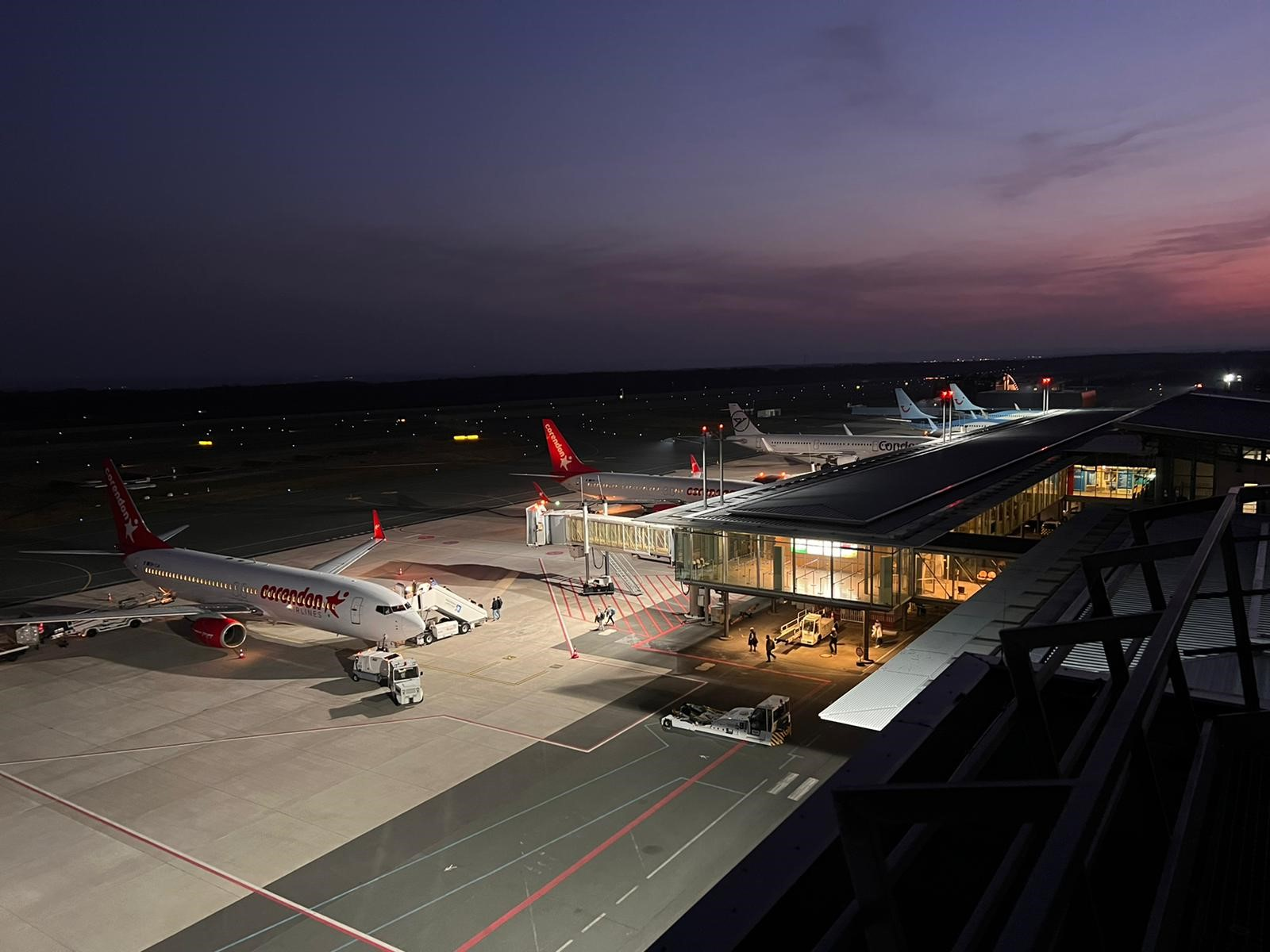
Airport Paderborn - Lippstadt